# The Stanley Parable: Ultra Deluxe
The Stanley Parable: Ultra Deluxe (с англ. — «Притча о Стэнли: Ультра Делюкс») — компьютерная игра в жанрах визуальный роман и interactive fiction. Является ремейком и псевдо-продолжением оригинальной The Stanley Parable. Игра разрабатывалась студией Galactic Cafe в сотрудничестве с Crows Crows Crows. Выпуск игры состоялся 27 апреля 2022 года на Windows, PlayStation 4, PlayStation 5, Xbox One, Xbox Series X/S и Nintendo Switch. Помимо всего содержимого оригинальной The Stanley Parable, в Ultra Deluxe добавили новый контент, концовки и выборы.
Сценарий игры написали Дэйви Риден и Уильям Пью, те же люди, которые писали сценарий для оригинальной игры. Киван Брайтинг повторил роль рассказчика. Игра написана на языке C# с использованием движка Unity.

## Игровой процесс
The Stanley Parable: Ultra Deluxe — игра с видом от первого лица. Игрок может передвигаться и взаимодействовать с небольшим количеством предметов, открывать некоторые двери и нажимать на кнопки.
Игра насчитывает 43 концовки, 19 из оригинальной The Stanley Parable и 24 новых.

## Сюжет
Рассказчик повествует о том, что Стэнли работает в компании, где является работником под номером 427. Задача Стэнли — время от времени нажимать кнопки на клавиатуре, следуя определённой инструкции, которая приходит ему на компьютер. Однажды Стэнли сидел за компьютером около часа, и ему не пришло ни одной инструкции. Стэнли был обеспокоен происходящим, и, осмелившись, он встал и вышел из своего офиса, чтобы узнать, что же произошло с его коллегами.

## Разработка
The Stanley Parable: Ultra Deluxe была анонсирована на The Game Awards 2018, разработчики продемонстрировали трейлер и сообщили, что игра выйдет в 2019 году. Вскоре разработчики сообщили о переносе проекта на 2020 год, выложив шуточный ролик где фанаты якобы требуют переноса игры. Затем проект перенесли на 2021 год, «сплагиатив» старательно выполненные объявления о переносе дат релиза других студий и компаний, «заменив» в них все названия. В марте 2022 разработчики заявили, что игра выйдет 27 апреля 2022. Как объяснили разработчики перед выходом проекта, причиной всех задержек выхода игры оказалась работа над историей, которая стала ещё более объёмной по сравнению с оригиналом. Сам сюжет остался неизменным, однако к нему добавили новые выборы, секреты и финалы.

### The Complete Soundtrack
The Complete Soundtrack — альбом, выпущенный Crows Crows Crows 8 июня 2022 года и содержащий 46 песен из оригинальной игры и Deluxe Edition, а также 11 бонусных демо-треков из оригинальной игры, трейлеры и неиспользованный контент.

## Системные требования
Системные требования:
|                        | Минимальные                                  |
| ---------------------- | -------------------------------------------- |
| Операционная система   | Windows 7 или выше 64бит                     |
| Процессор              | Intel Core i3 2.00 GHz или AMD эквивалентный |
| Оперативная память     | 4 ГБ RAM                                     |
| Видеоадаптер           | NVIDIA GeForce 450 или выше                  |
| Свободное место на HDD | 5 Гб                                         |
| Поддержка DirectX      | DirectX 9.0c                                 |

## Отзывы критиков
| Сводный рейтинг       | Сводный рейтинг                                    |
| Агрегатор             | Оценка                                             |
| --------------------- | -------------------------------------------------- |
| Metacritic            | (PC) 90/100 (NS) 87/100 (PS5) 89/100 (XSXS) 93/100 |
| OpenCritic            | 90/100                                             |
| «Критиканство»        | 93/100                                             |
| Иноязычные издания    |                                                    |
| Издание               | Оценка                                             |
| Destructoid           | 10/10                                              |
| Edge                  | 8/10                                               |
| Eurogamer             | 9/10                                               |
| GameSpot              | 8/10                                               |
| GameStar              | 85/100                                             |
| IGN                   | 9/10                                               |
| Jeuxvideo.com         | 18/20                                              |
| Nintendo Life         | [ 27 ]                                             |
| Nintendo World Report | 9/10                                               |
| PC Gamer (US)         | 88/100                                             |
| Push Square           | [ 30 ]                                             |
| The Games Machine     | 9,5/10                                             |
| Русскоязычные издания |                                                    |
| Издание               | Оценка                                             |
| StopGame.ru           | Изумительно                                        |

Игра получила крайне положительные отзывы, согласно сайту агрегации отзывов Metacritic.
Том Маркс из IGN оценил игру на 9 баллов из 10, восхваляя новую графику и новый контент, но подмечая, что одним из недостатков в игре — ощущение того, что уже видели всё это прежде. Джордан Раме из GameSpot, согласившись со многими критиками, заявил, что оригинальный проект 2013 года была куда уникальнее, чем Ultra Deluxe. Кристофер Ливингстон из PC Gamer положительно оценил игру, её повествование и расширение контента по сравнению с оригиналом. Он отметил, как игра создаёт эмоциональную привязанность к «шутке», такой как ведро, которое игрок может носить с собой. Он считает, что «в этом и заключается гениальность Ultra Deluxe: она заставляет сначала посмеяться над шуткой, а затем постепенно осознать, сколько в ней правды».

## Продажи
Спустя сутки после выхода игры разработчики сообщили, что количество проданных копий игры в Steam превысило 100 000 единиц.